# Lee Jung-mi (Badminton)
Lee Jung-mi (kor. 이정미; * 22. November 1970) ist eine südkoreanische Badmintonspielerin. 

## Karriere
Lee Jung-mi siegte 1988 bei den Welsh International und 1989 bei den Hungarian International. 1989 nahm sie auch an den Badminton-Weltmeisterschaften teil. Ein Jahr später wurde sie Zweite bei den Malaysia Open. 2006 trat sie noch einmal bei den Vietnam Open an und war dort sowohl im Doppel als auch im Mixed erfolgreich.

## Sportliche Erfolge
| Saison | Veranstaltung           | Disziplin   | Platz | Name                         |
| ------ | ----------------------- | ----------- | ----- | ---------------------------- |
| 1988   | Welsh International     | Dameneinzel | 1     | Lee Jung-mi                  |
| 1989   | Hungarian International | Damendoppel | 1     | Chun Sung-suk / Lee Jung-mi  |
| 2006   | Vietnam Open            | Mixed       | 1     | Yoo Yeon-seong / Lee Jung-mi |
| 2006   | Vietnam Open            | Damendoppel | 1     | Kim Jin-ock / Lee Jung-mi    |